# Łukasz Wiśniewski (siatkarz)
Łukasz Wiśniewski (ur. 3 lutego 1989 we Włodawie) – polski siatkarz, grający na pozycji środkowego, reprezentant Polski. Absolwent SMS Spała. Wychowanek uczniowskiego klubu UKS "Serbinów" z Białej Podlaskiej.
30 maja 2010 zadebiutował w kadrze Polski seniorów w towarzyskim meczu przeciwko Francji, rozgrywanym w Rzeszowie. W reprezentacji rozegrał 49 meczów.

## Sukcesy klubowe
Puchar Challenge:
- 2012

Puchar Polski:
- 2013, 2014, 2017, 2019

Mistrzostwo Polski:
- 2016, 2017, 2019, 2021, 2023[4]
- 2013, 2018, 2022[5]

Superpuchar Polski:
- 2019, 2021, 2022[6]

Liga Mistrzów:
- 2023[7]

## Sukcesy reprezentacyjne
Puchar Świata:
- 2011

Liga Światowa:
- 2012

Memoriał Huberta Jerzego Wagnera:
- 2013, 2017

## Nagrody i wyróżnienia
- 2013: Najlepszy blokujący Pucharu Polski
- 2014: Najlepszy blokujący Pucharu Polski
- 2016: Najlepszy zagrywający Pucharu Polski
- 2017: Najlepszy blokujący Pucharu Polski
- 2019: Najlepszy blokujący Pucharu Polski